# بن غارلاند
بن غارلاند (بالإنجليزية: Ben Garland)‏ (و. 1988  م) هو لاعب كرة قدم أمريكية، من الولايات المتحدة، ولد في غراند جنكشن، يلعب كحارس ‏.

## التعليم
تعلم في Central High School (Grand Junction, Colorado) ‏.

## روابط خارجية
- بن غارلاند على موقع مرجع كرة القدم المحترفة.كوم (الإنجليزية)